# 毛果石楠
毛果石楠（学名：Photinia pilosicalyx）为蔷薇科石楠属下的一个种。

## 扩展阅读
- 維基物種上的相關：毛果石楠